# Eleição municipal de Imperatriz em 1988
A eleição municipal de Imperatriz em 1988 ocorreu em 15 de novembro de 1988. O prefeito José de Ribamar Fiquene (PFL) terminara seu mandato em 1 de janeiro de 1989. Davi Alves Silva (PDS) foi eleito prefeito de Imperatriz em turno único.

## Resultado da eleição para prefeito

### Primeiro turno
| Candidatos a prefeito | Candidatos a vice-prefeito | Número | Coligação                                               | Votos recebidos | Percentual |
| --------------------- | -------------------------- | ------ | ------------------------------------------------------- | --------------- | ---------- |
| Davi Alves Silva PDS  | Divino Garcia Rosa PDS     | 11     | Aliança Democrática Social (PDS, PMB, PDC, PTR)         | 47.408          | 44,24%     |
| Ildon Marques PFL     | — PFL                      | 25     | Lealdade e desenvolvimento (PFL, PMDB, PCdoB, PTB, PSP) | 43.757          | 40,83%     |
| Jomar Fernandes PT    | — PT                       | 13     | (sem coligação)                                         | 16.003          | 14,93%     |